# خون‌گیاهان
خون‌گیاهان (نام علمی: Haemodoraceae) نام یک تیره از راسته سوسن‌سانان است که ساقه یا ریشهٔ قرمز دارند. به خون‌گیاهان ترشک‌های جنگلی هم می‌گویند.
این گیاهان در نواحی معتدل تا گرمسیری. آفریقای جنوبی، استرالیا، گینه نو، جنوب شرقی ایالات متحده آمریکا، آمریکای مرکزی، نواحی گرمسیر آمریکای جنوبی می‌رویند.
خون‌گیاهان گیاهانی هستند علفی؛ دارای شیره رنگی یا غیرصمغ دار و فاقد شیرهٔ رنگی. گیاهانی اتوتروف. چندساله؛ دارای برگ‌های متراکم اولیه؛ ریزوم دار یا غده ای یا پیازی. خشکی‌پسند یا شورپسند. برگ‌ها در اندازه‌های متوسط تا بزرگ؛ متناوب؛ دوردیفه؛ چرمی؛ بی دمبرگ؛ پوشش دار؛ ساده. پهنک برگ یکپارچه؛ خطی؛ با رگبرگ پرمانند. حاشیه پهنک برگ یکپارچه.
برگ آن‌ها دارای روزنه‌های پاراسیتیک. مزوفیل حاوی سلول‌های موسیلاژ؛ حاوی بلور. دارای آوندهای برگ مانند یا فاقد آنها. رگبرگ‌های کوچکتر فاقد سلول‌های انتقال دهنده آبکش.